# Memory (musical)
Memory és una obra de teatre musical d'Àngels Gonyalons sota la direcció de Ricard Reguant i Molinos i direcció musical de Jordi Doncos. Pren el nom del títol d'una cançó del musical Cats i vol significar el somni de tots els actors i cantants al gènere musical. Fou estrenada el 3 de desembre de 1991 al Teatre Goya, i degut a l'èxit obtingut el 25 de desembre de 1991 fou estrenada al Teatre Tívoli. Cap el febrer de 1992 va fer gira arreu de Catalunya i fou vista per un total de 80.000 espectadors. El 27 de novembre de 1992 va renovar l'espectacle i l'anomenà Nou Memory, amb nous números musicals.
L'11 de setembre de 1993 fou gravat per a televisió i transmès per TV3.

## Descripció
L'espectacle consta d'una combinació de cançons de grans espectacles musicals de Broadway que suposen un homenatge català al gènere musical. Aplega cançons d'espectacles famosos com Cabaret, Annie, Little night music, A Chorus line o Baby in arms barrejada amb un repàs d'estils del mambo al claqué i retrats del que passa rere els escenaris i els records dels actors entre bastidors.

## Cançons
Les cançons de l'espectacle es canten en català. S'hi mostra el nom original anglès i l'espectacle al que pertanyen.
1. Tot ens va bé (Anything goes) (Cole Porter, de l'espectacle Anything Goes)
2. Que entrin els clowns (Send in the Clowns) (Stephen Sondheim de l'espectacle A Little Night Music)
3. Ball:10, Cul:3 (Dance: Ten, Looks: Three) (Marvin Hamlisch de l'espectacle A Chorus Line)
4. El músic de la nit (The Music of the Night) (Andrew Lloyd Webber de l'espectacle The Phantom of the Opera)
5. Arthur per anar a dormir (Arthur in the Afternoon) (John Kander de l'espectacle The Act)
6. Potser aquest cop (Maybe this time) (John Kander/Fred Ebb de l'espectacle Cabaret)
7. La dansa del temps (Time warp) (Richard O'Brien de l'espectacle The Rocky Horror Show)
8. Un amor estrany (My Funny Valentine) (Richard Rodgers/Lorenz Hart de l'espectacle Babes in Arms)
9. Purlie (Gary Geld/Peter Udell de l'espectacle Purlie)
10. He somiat que era feliç (I Dreamed a Dream) (Claude-Michel Schönberg/Alain Boublil, Jean-Marc Natel, Herbert Kretzmer de l'espectacle Les Misérables)
11. Pega'm amb el saxo i fes-me mal (Hit Me with a Hot Note and Watch Me Bounce) (Duke Ellington de l'espectacle Sophisticated Ladies)
12. Memory (Andrew Lloyd Webber/Trevor Nunn de l'espectacle Cats)
13. Sempre recordaré aquesta cançó (I'll always remember the song) (Keith Herrmann/Barry Harman de l'espectacle Romance/Romance)